# پل کلمنت
پل کلمنت (انگلیسی: Paul Clement؛ زادهٔ ۸ ژانویهٔ ۱۹۷۲) بازیکن سابق و مربی فوتبال اهل انگلستان است.
از باشگاه‌هایی که در آن بازی کرده‌است می‌توان به باشگاه فوتبال بانستید اتلتیک و باشگاه فوتبال کورینتیان کاسولس اشاره کرد.